# Ministère de la Consommation
Le ministère de la Consommation (en espagnol : Ministerio de Consumo) est le département ministériel responsable de la protection des consommateurs et de la régulation des jeux de hasard en Espagne entre 2020 et 2023.

## Missions

### Fonctions
Le ministère de la Consommation est responsable de la proposition et de l'exécution de la politique du gouvernement en matière de protection des consommateurs et du secteur du jeu,.

### Organisation
Le ministère de la Consommation s'organise de la façon suivante,,, : 
- Ministre de la Consommation (Ministro de Consumo) ;
  - Secrétariat général de la Consommation et du Jeu (Secretaría General de Consumo y Juego) ;
    - Direction générale de la Consommation ;
    - Direction générale du Contrôle des jeux ;

  - Sous-secrétariat de la Consommation (Subsecretaría de Consumo) ;
    - Secrétariat général technique.

## Histoire
Le ministère de la Consommation, dont les compétences sont historiquement rattachées au ministère de la Santé, est créé à la formation du second gouvernement de Pedro Sánchez le 13 janvier 2020, avec la scission du ministère de la Santé, de la Consommation et du Bien-être social et l'adjonction des compétences relatives au secteur du jeu auparavant rattachées au ministère des Finances.
Le ministère est supprimé le 21 novembre 2023 lors de la formation du troisième exécutif de Pedro Sánchez. Il est fusionné avec le ministère des Droits sociaux et de l'Agenda 2030 pour former le ministère des Droits sociaux, de la Consommation et de l'Agenda 2030.

## Titulaires depuis 2020
| Nom                                                                        | Nom            | Dates du mandat | Dates du mandat | Parti | Gouvernement(s) |
| -------------------------------------------------------------------------- | -------------- | --------------- | --------------- | ----- | --------------- |
|                                                                            | Alberto Garzón | 13/01/2020      | 21/11/2023      | IU    | Sánchez II      |
| Dans l’intervalle entre deux mandats, le ministre sortant assure l’intérim |                |                 |                 |       |                 |